# Кур'їнський (Ірбітський міський округ)
Ку́р'їнський (рос. Курьинский) — селище у складі Ірбітського міського округу Свердловської області.
Населення — 296 осіб (2010, 355 у 2002).
Національний склад населення станом на 2002 рік: росіяни — 91 %.